# George Owen (Radsportler)
George Owen (* 18. August 1893 in Manchester; † 1. Juni 1966 in Romford) war ein britischer Radrennfahrer und nationaler Meister im Radsport.

## Sportliche Laufbahn
Owen war im Bahnradsport aktiv und Teilnehmer der Olympischen Sommerspiele 1924 in Paris. Dort startete er im Sprint. Er begann 1913 mit dem Radsport. Nach seinem Dienst in der britischen Armee während des Ersten Weltkriegs begann er 1919 erneut, Radrennen zu fahren. 1921 und 1922 gewann er den nationalen Titel im Sprint des Verbandes National Cyclists Union (NCU). 1922 gewann Owen zudem die Meisterschaft über die Viertelmeile. 1922 siegte er vor Maurice Peeters im Grand Prix Kopenhagen bei den Amateuren und startete bei den Bahnradsport-Weltmeisterschaften im Sprint. 1923 nahm er ebenfalls an den Bahnradsport-Weltmeisterschaften im Sprint teil. 1926 war Owen im Muratti Gold Cup erfolgreich. Owen startete für den Verein „Manchester Wheelers“.